# Merei, Buzău
Merei este satul de reședință al comunei cu același nume din județul Buzău, Muntenia, România. Se află în apropierea dealurilor Istriței, în vestul județului.